# 池田知久
池田 知久（いけだ ともひさ、1942年1月4日- ）は、日本の中国思想学者。東京大学名誉教授。博士（文学）（東京大学・1998年）（学位論文「『荘子』-「道」の思想とその展開」）。専門は、先秦思想、特に易。

## 略歴
- 1965年3月　東京大学文学部卒業（中国哲学専修）
- 1969年3月　東京大学大学院人文科学研究科中国哲学専門課程博士課程中退
- 1969年4月　高知大学文理学部助手
- 1969年11月　高知大学文理学部専任講師
- 1973年10月　高知大学文理学部助教授
- 1974年4月　岐阜大学教育学部助教授
- 1980年4月　東京大学文学部助教授
- 1991年4月　東京大学文学部教授（退任後名誉教授）
- 1995年4月　東京大学大学院人文社会系研究科教授
- 2003年4月　大東文化大学文学部教授（2012年退任）
- 2015年　東方学会理事長（2019年退任）

## 著書
- 『荘子』 学研 中国の古典（5・6）、1983-1986。別冊付録に原文
- 『淮南子 知の百科』講談社「中国の古典」、1989
  - 『訳注 淮南子』講談社学術文庫、2012。全面改訂版
- 『馬王堆 漢墓帛書五行篇研究』汲古書院「東京大学文学部布施基金学術叢書」、1993
- 『老荘思想』放送大学教育振興会、1996／NHK出版、2012。改訂版
- 『老子 「馬王堆出土文献訳注叢書」』東方書店、2006
- 『道家思想の新研究　『荘子』を中心として』汲古書院、2009
- 『郭店楚簡老子の新研究』汲古書院、2011
- 『荘子 全訳注』 講談社学術文庫（上下）、2014。学研版の全面改訂版
  - 『荘子 全現代語訳』 講談社学術文庫（上下）、2017。簡易改訂版
- 『「老子」 その思想を読み尽くす』 講談社学術文庫、2017
  - 『老子 全訳注』講談社学術文庫、2019。簡易改訂版

### 共編著
- 『諸子百家文選』研文社、1995
- 『中国思想文化事典』東京大学出版会、2001（溝口雄三・丸山松幸共編著）
- 『郭店楚簡儒教研究』汲古書院、2003
- 『占いの創造力 現代中国周易論文集』勉誠出版、2003
- 『中国思想史』東京大学出版会、2007（溝口雄三・小島毅共著）
- 『中國傳統社會における術數と思想』汲古書院、2016（水口拓壽共編）
- 『易 上 六十四卦 (馬王堆出土文献訳注叢書)』東方書店、2022（李承律共著）
- 『易 下 二三子問篇 繫辭篇 衷篇 要篇 繆和篇 昭力篇 (馬王堆出土文献訳注叢書)』東方書店、2022（李承律共著）